# Rhododendron simiarum
Rhododendron simiarum är en ljungväxtart. Rhododendron simiarum ingår i släktet rododendron, och familjen ljungväxter.

## Underarter
Arten delas in i följande underarter:
- R. s. simiarum
- R. s. youngae
- R. s. grandifolium
- R. s. versicolor